# Soueast
South East (Fujian) Motor Company Limited, работающая под торговой маркой Soueast — китайская автомобилестроительная компания, основанная в 1995 году.

## История
Компания Soueast была основана в ноябре 1995 года как совместное предприятие между China Motor Corporation и Fujian Motor Industry Group. С 2006 года партнёром компании является японская Mitsubishi Motors.
В апреле 2008 года компания Soueast заключила контракт с Mitsubishi Motors на поставку 5700 микроавтобусов Mitsubishi Delica. В то же время актёр Джеки Чан был назначен послом бренда Mitsubishi на рынках материкового Китая. В том же году Джеки Чан был назначен послом бренда Mitsubishi на рынках материковой части Китая.
По состоянию на начало 2011 года годовая производственная мощность Soueast составляла около 180 000 единиц, но это число должно было возрасти до 300 000 с завершением текущего строительства, которое, возможно, будет завершено к началу 2012 года.
Несмотря на жесткую конкуренцию, ниша имеет преимущества в сегменте рынка, что принесло ему определенную степень похвалы среди покупателей, которые уделяют особое внимание управляемости. Когда-то их число превысило 100 000 единиц.
В мае 2021 года компания Mitsubishi объявила о выходе из Soueast, завершив 26-летнее сотрудничество.
Компания была приобретена Chery в 2024 году и в настоящее время производит автомобили Jetour.

## В России
В 2022 году в России началась сборка автомобиля Soueast DX8S на базе Jetour X70S. Продажи осуществляются с 15 июня 2023 года по цене от 2 миллионов рублей. Автомобиль оснащается 1,5-литровым двигателем внутреннего сгорания с турбонаддувом мощностью 156 л. с., который сочетается в паре с роботизированной, шестиступенчатой трансмиссией. Конкурентом является Skoda Kodiaq.
В сентябре 2024 года бренд объявил об официальном запуске бренда на российский рынок. В октябре бренд раскрыл технические характеристики новых моделей S07 и S09.